# 3235 Melchior
3235 Melchior eller 1981 EL1 är en asteroid i huvudbältet som upptäcktes den 6 mars 1981 av den belgiske astronomen Henri Debehogne och den italienska astronomen Giovanni de Sanctis vid La Silla-observatoriet. Den är uppkallad efter belgaren Paul Jacques Léon Melchior.
Asteroiden har en diameter på ungefär 12 kilometer.